# Agathirsia cressoni
Agathirsia cressoni är en stekelart som beskrevs av Muesebeck och Walkley 1951. Agathirsia cressoni ingår i släktet Agathirsia och familjen bracksteklar. Inga underarter finns listade i Catalogue of Life.